# Samīra
Samira (auch Samirah, persisch سميرا, DMG Samīrā, arabisch سميرة, DMG Samīra, Sanskrit समीरा) ist ein weiblicher Vorname, der seine Ursprünge im alt-indischen Sanskrit sowie der persischen und arabischen Sprache hat. Es bestehen Bezüge zu anderen semitischen Sprachen. Samira ist die weibliche Form des männlichen Vornamens Samir, deren Bedeutungen teilweise identisch sind. Die Beliebtheit des Namens ist seit 2000 stark angestiegen.
Samīra hat mehrere Bedeutungen:
- Arabische Sprache: „die nächtliche Unterhalterin, Gesprächspartnerin“[2], „der Gesang“, Prinzessin[3]
- Ägyptisch-Arabisch; Göttin bzw. Prinzessin der Freude[3]
- Libanesisch-Arabisch: Plaudern in der Nacht
- Türkische Sprache: aus dem Himmel fließendes Wasser[3], Morgenstern
- Hebräische Sprache: Gesang, Nachtigall[4]
- persische Sprache:  Mond-Frau[5][6]
- Kurdische Sprachen: die Schöne

## Namensträgerinnen
- Samira Azzam (1927–1967), palästinensische Schriftstellerin
- Samira Bellil (1972–2004), französische Feministin
- Samira Gajewski (* 2002), deutsche Sängerin, siehe Samira (Sängerin)
- Samira Makhmalbaf (* 1980), iranische Regisseurin
- Samira Musa (1917–1952), ägyptische Kernphysikerin
- Samira El Ouassil (* 1984), deutsche Autorin, Schauspielerin, Musikerin und Politikerin (Die PARTEI)
- Samira Alimradowna Rachmanowa (* 1985), russische Ringerin
- Samira Radsi (* 1968), deutsche Regisseurin
- Samira Saïd (* 1957), marokkanische Pop-Sängerin
- Samira Saizewa (* 1953), ehemalige sowjetische Mittelstreckenläuferin
- Samira Saygili (* 1983), deutsche Sängerin, Komponistin und Musikpädagogin
- Samira Suleman (* 1991), ghanaische Fußballspielerin
- Samira Wiley (* 1987), US-amerikanische Schauspielerin und Model
- Samira Zargari (* 1983), iranische Gras- und Alpinskiläuferin
- Samira Marti (* 1994), Schweizer Politikerin